# Bombyx horsfieldi
Bombyx horsfieldi är en fjärilsart som beskrevs av Moore 1859. Bombyx horsfieldi ingår i släktet Bombyx och familjen silkesspinnare. Inga underarter finns listade i Catalogue of Life.